# Юрчук, Василий Исаакович
Василий Исакович Юрчук (19 августа 1921, пгт Бродецкое, Казатинский район, Винницкая область — 5 августа 2001, Киев) — украинский советский историк, член-корреспондент НАН Украины (с 1974 года). Кандидат в члены ЦК КПУ в 1976—1986 годах. Член ЦК КПУ в 1986—1990 годах. Депутат Верховного Совета УССР 11-го созыва.

## Биография
В 1942 году окончил Объединённый украинский университет в Кзыл-Орде (Казахстан). В 1942—1945 годах — служил в Красной армии, участник Великой Отечественной войны. Член ВКП(б) с 1945 года.
В 1946—1949 годах — аспирант кафедры истории КПСС Киевского государственного университета.
В 1949 году  — старший лаборант кафедры истории КПСС, в 1949—1952 годах — старший преподаватель, в 1952—1954 годах — заведующий кафедрой марксизма-ленинизма Монгольского государственного университета.
В 1955—1974 годах — заведующий кафедрой истории КПСС Украинской сельскохозяйственной академии.
В 1974—1988 годах — директор Института истории партии при ЦК КПУ, в 1989—1991 годах — старший научный сотрудник этого же Института.
Автор более 100 публикаций по истории Коммунистической партии на Украине.

## Труды
- Юрчук В. І. Культурне життя в Україні у повоєнні роки: світло і тіні / В. І. Юрчук; НАН України, Інститут національних відносин і політології. — К.: Асоціація «Україно», 1995. — 80 с.
- Советская Украина в годы Великой Отечественной войны 1941—1945 [Текст]: документы и материалы: В 3 т. / сост. Д. Ф. Григорович [и др.]; ред. кол. В. И. Юрчук [и др.]; Институт истории партии при ЦК Компартии Украины — Филиал Института марксизма-ленинизма при ЦК КПСС, Институт истории АН УССР. — К.: Наукова думка, 1985.
- Во главе нерушимого братства: коммунистическая партия — вдохновитель и организатор боевого и трудового содружества народов СССР в ходе освобождения Советской Украины от немецко-фашистских захватчиков: Материалы республиканской науч. конф., 29 сентября 1984 г. / Институт истории партии при ЦК Компартии Украины — Филиал Института марксизма-ленинизма при ЦК КПСС ; сост. Д. Ф. Григорович [и др.]; ред. кол. В. И. Юрчук [и др.]. — К.: Политиздат Украины, 1985. — 335 с.
- Нариси історії Комуністичної партії України / В. І. Юрчук [та ін.]; Інститут історії партії при ЦК Компартії України — Філіал Ін-ту марксизму-ленінізму при ЦК КПРС. — 4. вид., доп. — К.: Політвидав України, 1977. — 763 с.
- Юрчук В. І. П’ятдесят літ на сторожі української науки та культури: монографія. — Київ: Персонал, 2012. — 224 с. — ISBN 978-617-02-0090-7/